# نبرد گذرگاه آب‌دره
نبرد گذرگاه آب‌دره، نبردی است که در سال ۱۵۱۱ در جایی به نام آب‌درّه (پنجشیر کنونی افغانستان) بین ازبکان و بابر تیموری رخ داد.

نبرد با پیروزی بی‌چون‌وچرای تیموریان به پایان رسید بابر توانست فرارود را دوباره به دست آورد و برای مدت کوتاهی همهٔ بخش نیاکانی امپراتوری تیموری را دوباره یکپارچه سازد.
محمد شیبانی نامـــوَر به شیبک خان، خانات بخارا را پایه‌گذاری کرده بود و در نبردهای نظامی خود چنان توانمند و کامیاب بود که سمرقند، هرات و بخارا را از چیرگی دودمان تیموریان بیرون کشید.
او خراسان را نیز گرفت، ولی در سال ۱۵۰۱  شاه اسماعیل صفوی ، بنیادگذار امپراتوری صفوی را تهدیدی جدی یافت و تصمیم گرفت با این تهدید رویارویی کند و به سمت مرو به راه افتاد که در آنجا سپاهش در کمین ایرانیان قرار گرفت.
نزدیکِ ۱۷۰۰۰ قزلباش به یک نیروی برتر ازبک به تعداد ۲۸۰۰۰ تن کمین زدند و شکست‌شان دادند. فرمانروای ازبکان، محمد شیبانی نیز دستگیر و کشته شد.
وقتی خبر شکست خان آنها به ازبک‌های بخارا و سمرقند رسید، نتیجه شوک و ترس بود.
آن دسته از مغولانی که از محمد شیبانی پشتیبانی کرده بودند و اکنون در خراسان مستقر بودند راهی قندوز شدند.
خبر این رویدادهای تازه در کابل به بابر رسید. او بی‌درنگ تصمیم گرفت تا پادشاهی نیاکان خود را بازپس گیرد.

## تحرکات نخستین
بابر در زمستان با گذشتن از گذرگاه سخت گذر آب‌دره، سوی قندوز به‌راه افتاد. او عید فطر، جشن مسلمانان به مناسبت پایان ماه رمضان را در نزدیکی بامیان گذراند. همین که لشکریانش استراحت کردند و زمستان به پایان رسید، سوی حصار شادمان به راه افتاد، آن را گرفت و دو رهبر برجسته ازبک را بیرون کرد: حمزه و مهدی سلطان.
هنگامی که بابر در قندوز بود، سفیری از سوی شاه اسماعیل آمد و خواهر بابر خانزاده بیگم را با هدایای ارزشمند و دوستانه آورد. اینگونه شاه اسماعیل، بابر را به دیدار خواهرش که از سوی محمد شیبانی درگذشته زندانی و وادار به ازدواج شده بود، رساند. شاه اسماعیل صفوی همچنین سرمایهٔ فراوانی از کالاهای تجملی و کمک‌های نظامی به بابر داد که بابر هم در برابرش پوشش و آداب و آیین ظاهری ایرانیان را پذیرفت. در طی چند سال آینده، بابر و شاه اسماعیل در آغاز در تلاش برای گرفتن بخش‌هایی از فرارود (ماوراءالنهر) در آسیای میانه با یکدیگر همکاری کردند. بابر پیشتر دریافته‌بود اگرچه به ازبک‌ها در نبرد مرو شکست سختی بار شده بود، ولی توان و نیرومندی آنها هنوز شکسته نشده بود.

پس از مرگ شیبک خان، سران ازبک گرد هم آمدند تا یک خان عالی دیگر را به جای او برگزینند. گزینش آنها با نگرش به روش و رویهٔ ازبک‌ها با در نظر گرفتن آمیخته‌ای از سن و خانواده انجام شد. تیمور سلطان پسر محمد شیبانی در سمرقند فرمان میراند; عبیدالله‌خان پسر محمودسلطان و برادرزادهٔ محمد شیبانی بخارا را در دست داشت. جانی‌بیگ سلطان، پسرعموی محمد شیبانی، اندیجان را در چیرگی داشت در حالی که کوچوم احتمالاً ترکستان را و پسرش، سیونجک سلطان، تاشکند را اشغال کرد.

محمد شیبانی رفته بود، ولی سرداران کهنه‌کار و بدنهٔ ازبک‌ها همچنان سدی هولناک بر سر راه پیشروی بابر بودند. اگرچه هر رئیس در قلمرو خود تقریباً مستقل بود، ولی همه آماده بودند تا چنانچه  تاخت‌و‌تازی از بیرون علیه یکی از اعضای کنفدراسیون روی دهد، هم‌پیمان و یکپارچه به رویارویی بپردازند. هنگامیکه ازبکان دریافتند شاه اسماعیل تصرف فرارود را به بابر سپرده است، نگرانی‌شان از تاخت‌وتاز صفویان رفع شد و برنامه کل نیرویشان ویژه نبرد با یک دشمن شد و بر همین پایه تصمیماتشان گرفته شد. تصمیم گرفته‌شد که کوچوم‌خان و سیونجک‌سلطان در هماهنگی با جانی‌بیگ سلطان، مالکیت فرغانه را پس بگیرند و عبیدالله‌خان در قرشی (نسف) بماند و تیمورسلطان و دیگر سران حمزه و مهدی‌سلطان را در بیرون راندن بابر از حصار یاری کنند. آنها همچنین در انجام اقدامات هماهنگ کند نبودند.

هنگامیکه بابر در سرخاب به پل سنگین رسید، دریافت که حمزه سلطان از حصار آنجا را اشغال کرده‌است. او همچنین دریافت که شمار ارتش ازبکان بسیار بیشتر از آن چیزی است که او می‌پنداشت و از سوی سران درجه یک فرماندهی می‌شود و دیدار با آنها در آوردگاه بسیار خطرناک است. ازبکان نیز هنگامیکه از فرودستی نیروی بابر آگاه شدند، با شنا از رودخانه (پایین تر از پل سنگین) گذر کردند. خبر این کار هنگام نماز عصر که به او رسید بی‌درنگ لشگر خود را به راه انداخت و به سمت آب دره حرکت کرد، جایی که گردنه‌ها و تپه‌ها بسیار باریک و شیب‌دار است. سرتاسر آن شب و همچنین روز بعد تا نیمروز به راه‌پیمایی خود ادامه داد و سرانجام به جایی رسید که آزموده‌ترین سرداران آن را بسیار خوب می‌دانستند و در آنجا موضع گرفتند.

## نبرد
نزدیک نیمه‌شب خبر رسید که ازبک‌ها با همه توان‌شان پیشروی می‌کنند. نیروها زود به پست‌های خود فرستاده شدند و تا پایان روز مجهز شدند و آماده نبرد بودند. پیرامون برآمدن خورشید پیش‌قراولان گزارش دادند که دشمن در حال براه افتادن و آماده شدن برای تاختن است. بابر برای شناسایی به روی یک بلندی رفت. او دید که فقط یک گذرگاه هست و یک جادهٔ باریک که ازبک‌ها می‌توانند از آن جاده به تپه‌ای که او روی آن ایستاده‌بود بتازند. در نزدیکی این بلندی، بلندی دیگری بود که با دره‌ای پهناور و ژرف از اولی جدا می‌شد و تا این تپه نیز تنها یک راه وجود داشت. 
پس از اینکه ازبک‌ها نیروهای خود را در زمین هموار به صف کردند، دریافتند که دست یافتن به تپه کار آسانی نیست. تیمورسلطان و چند سلطان دیگر با نزدیکِ ده هزار تن از بدنهٔ اصلی جدا شده و بالا رفتن از تپه دورتر را آغاز کردند. بابر بی‌درنگ خان میرزا (به نام سلطان ویس میرزا، کوچک‌ترین پسر سلطان محمود میرزا و برادر بایسنقر میرزا و مسعود میرزا) را با بدنه‌ای از بهترین سپاهیان برای رویارویی با آنها گسیل داشت. 
در همان لحظه چشم او به گروهی از مردانی که در آنجا ایستاده بودند، افتاد و از پیرامونیان پرسید که آنها چه کسانی هستند. به او آگاهی دادند که آنها از پیروان میرزا حیدر هستند. آنها بخشی از مغولان هستند که به سلطان حسین میرزا بایقرا وابسته بودند. آنها پس از گریز از خراسان به بابر پیوستند. آنها در بهترین زمان رسیدند، مردان خان میرزا، پس از آمدن به آوردگاه از سوی ازبک‌ها مورد تاخت‌وتاز قرار گرفتند ازبک‌ها همه را پشت سر گذاشتند و نزدیک به خود خان‌میرزا رسیده بودند. مردان حیدر به فرماندهی جان‌محمد اتگاه، همینکه به آوردگاه رسیدند از جلو به ازبکان تاختند و گریختگان به نبرد بازگشتند و در پس راندن ازبک‌ها کامیاب شدند. نیروهای حیدر یک سردار ازبک را گرفتند که بی‌درنگ نزد بابر بردند. او این پیشکش را با شادمانی به فال نیک گرفت و در همان‌جا دستور داد نخستین پاداش دلاوری را به نام میرزا حیدر نوشته‌شود. 
با این همه، کشمکش در هر دو سوی با دلاوری ناامیدانه ادامه داشت تا اینکه روز به پایان نزدیک شد. پرخاش نبرد به موقعیت بابر کشیده نشده‌بود چون راه مستقیم آن موقعیت دشوار بود، همچنین بالا و پایین رفتن از جایی به جای دیگر آسان نبود. در پایان روز مردان برجسته که پیرامون بابر بودند پیاده شدند. 
هنگام شب، ازبک‌ها به دلیل کمبود آب که سه یا چهار مایلی دورتر بود، نمی‌توانستند در موقعیت پیشرفتهٔ خود بمانند، پس ناچار شدند در درازای شب عقب‌نشینی کنند تا در نزدیکی آب چادر بزنند. همینکه آنها عقب‌نشینی را آغاز کردند، سربازان پیاده و مردانی که از اسب پیاده شده‌بودند فریاد بلند کردند و به دنبال آنها شتافتند. بخشی از ارتش آنها که مخالف این بود که خان‌میرزا شاهد عقب‌نشینی حمزه‌سلطان و بدنهٔ اصلی ارتش باشد، خواهان پایان جنگ بودند. هنگامیکه اعضای اصلی دیدند که این بخش ناراحت است، آنها نیز پایداری خود را از دست دادند، در سردرگمی فرو رفتند، و به‌زودی به طور کامل پراکنده شدند. 
تا زمانی که دو لشکر روبروی هم باقی می‌ماندند، هیچ‌کدام نمی‌توانست بر دیگری برتری پیدا کند، ولی همینکه ازبک‌ها عقب‌نشینی خود را آغاز کردند، افراد خان‌میرزا به طور کلی به آنها تاختند و ازبک‌ها بی‌درنگ گریختند. زمان نماز خفتن بود که حمزه‌سلطان و مهدی‌سلطان را بردند و نزد بابر آوردند و اعدام کردند. از شب تا صبح گریزندگان تحت پیگرد بودند و از صبح تا شب تا ورودی دربند آهنین بودند. پیامد فوری این پیروزی سرنگونی حصار تاجیکستان بود.

## بن مایه
- همکاری‌کنندگان ویکی‌پدیا، «Battle of Ab Darrah Pass»، ویکی‌پدیای انگلیسی، دانشنامهٔ آزاد (بازیابی ۴ اسفند ۱۴۰۰)